# Sommer-Paralympics 1960/Dartchery
Bei den Sommer-Paralympics 1960 (offiziell: International Stoke Mandeville Games) im italienischen Rom wurde ein Wettbewerb im Dartchery (Bogenschießen auf eine Dartscheibe) ausgetragen. Teilnahmeberechtigt waren Doppel einschließlich gemischter Doppel (Mixed), die Teilnehmer mussten auf einen Rollstuhl angewiesen sein.

## Ergebnisse
| Disziplin      | Gold                                         | Silber                                   | Bronze                               |
| -------------- | -------------------------------------------- | ---------------------------------------- | ------------------------------------ |
| Doppel (offen) | Vereinigte StaatenWayne Broeren Jack Whitman | Vereinigte StaatenJim Mathis John Tigyer | FrankreichBernabei Camille Trouverie |